# Ервиндејл (Калифорнија)
Ервиндејл (енгл. Irwindale) град је у америчкој савезној држави Калифорнија. По попису становништва из 2010. у њему је живело 1.422 становника.

## Демографија
Према попису становништва из 2010. у граду је живело 1.422 становника, што је 24 (1,7%) становника мање него 2000. године.
| Група             | 2000.         | 2010.         |
| Белци             | 129 (8,9%)    | 87 (6,1%)     |
| Афроамериканци    | 6 (0,4%)      | 12 (0,8%)     |
| Азијати           | 24 (1,7%)     | 34 (2,4%)     |
| Хиспаноамериканци | 1.277 (88,3%) | 1.288 (90,6%) |
| Укупно            | 1.446         | 1.422         |